# 百済意多郎
百済 意多郎（くだら の おたら、? - 武烈天皇3年（501年）11月）は、古墳時代の人物。

## 概要
『日本書紀』武烈天皇3年（501年）11月条に「是の月に、百済の意多郎卒す。高田丘上（たかだのおかのへ）に葬る。」と見える。『日本書紀』にその没年や墳墓の所在地が記されることから、百済の王族とも考えられるが、それが正しければ雄略天皇5年（461年）に来朝した百済王の弟・昆伎王（軍君）に関係する人物である可能性が高い。『三国史記』百済文周王3年（477年）条によれば、昆伎王自身は「内臣佐平昆伎卒す。」と見えることから、帰国したと考えられるが、飛鳥戸神社（大阪府羽曳野市）の祭神が昆伎王であることを踏まえると、その子孫が日本に残留したのは間違いないと考えられる。
しかも『三国史記』によれば、昆伎王の子・末多（また）王は東城王として百済王位に就いており、百済意多郎が卒した年にも在位していた。とすれば、百済意多郎とは百済王の弟として大和朝廷に滞在していた人物である可能性もある。
意多郎の墳墓はまだ判明していないが、武烈天皇陵と伝えられる築山古墳（奈良県大和高田市）の陪塚あるいは領家山古墳周辺に求めるべきと思われる。
また、大和高田市に隣接する北葛城郡広陵町に百済地名が残存しているのも興味深いところである。